# Eïs

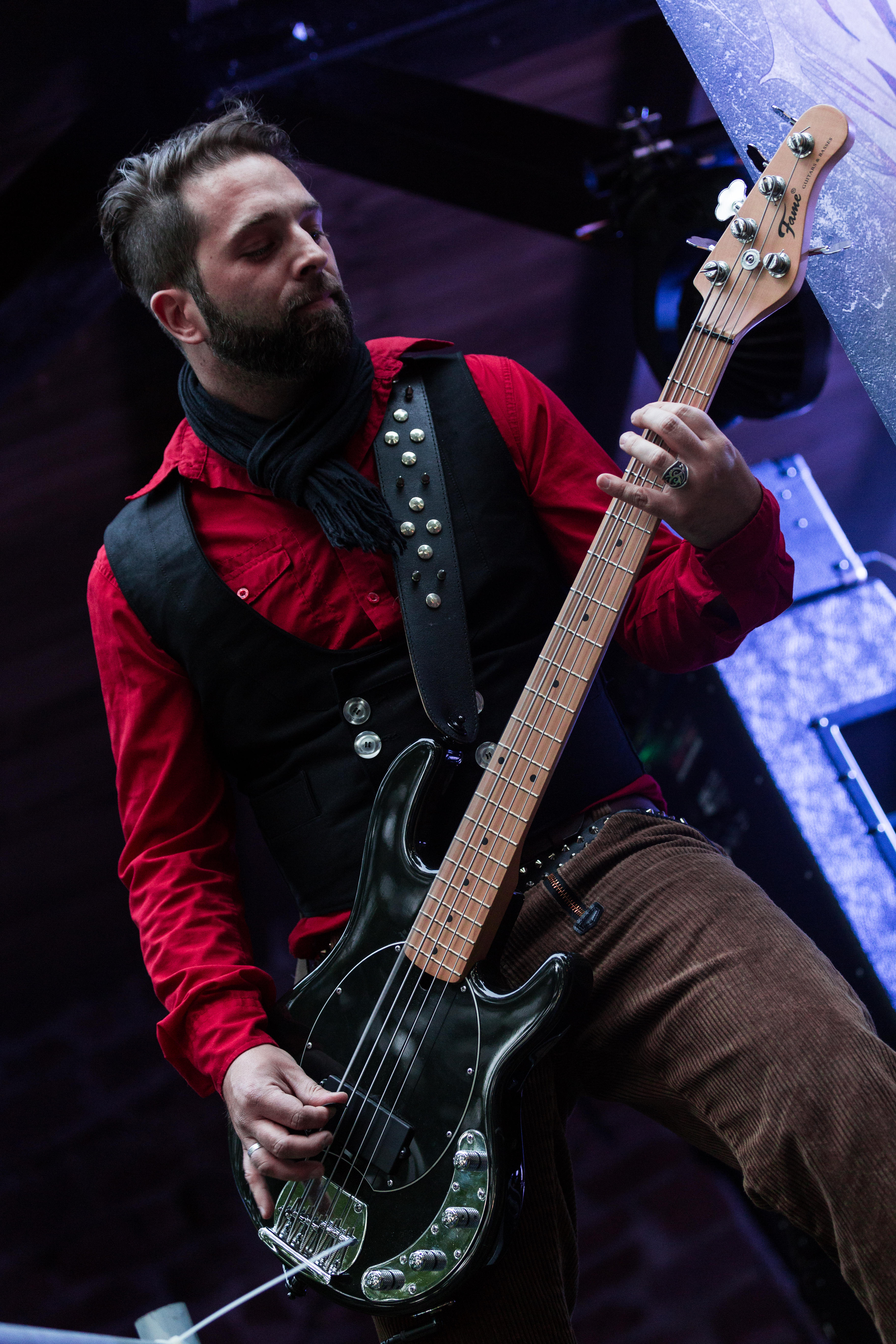
Sänger und Bassist Alboin auf dem Dark Troll Festival

Eïs ist eine deutsche Metal-Band aus der ostwestfälischen Stadt Porta Westfalica in Nordrhein-Westfalen, die von 2005 bis 2010 unter dem Namen Geïst aktiv war, sich aber 2010 aus rechtlichen Gründen umbenannte.

## Geschichte
Gegründet wurde die Band von Florian „Alboin“ D. (zu diesem Zeitpunkt Gitarre und Texte, heute Gesang und Bass sowie Studio-Gitarre, Studio-Synthesizer und Texte), Klaus „Cypher D. Rex“ F. (Gesang), Jörn „Thalos“ G. (Bass) und Sebastian „Marlek“ S. (Schlagzeug). Diese spielten ursprünglich zusammen mit Ainvar (Gitarre) für eine bereits seit 1998 existierende Band namens Eismalsott. Für diese Band nahmen sie das Album Patina auf, trennten sich vor der Veröffentlichung jedoch von Eismalsott und veröffentlichten es unter dem Namen Geïst, wodurch Patina zum Geïst-Debütalbum wurde.
2006 wurde über das Label Cold Dimensions mit Kainsmal das zweite Studioalbum veröffentlicht und Thalos verließ die Band.
Mit dem Einstieg der beiden Gitarristen Hedrykk F. Gausenatt und Larva B. Caneer im Jahr 2007 wechselte Alboin von der Gitarre an den Bass.
Im Oktober 2008 unterschrieb Geïst einen Vertrag über fünf Alben beim Prophecy-Productions-Sublabel Lupus Lounge. Das folgende Album Galeere wurde im Dezember desselben Jahres bei Markus Stock im „Klangschmiede Studio E“ in Mellrichstadt aufgenommen.
2009 wurde Galeere als drittes Studioalbum veröffentlicht und Falk „Faruk“ W. (Synthesizer, Akkordeon) stieg in die Band ein. Über Datum und Ursache seines Ausstiegs ist nichts Näheres bekannt.
Am 14. März 2010 gab die Band über ihren MySpace-Blog bekannt, sich von nun an Eïs zu nennen. Laut der Meldung hatte die Kölner Band Geist mit rechtlichen Schritten gedroht, falls sich Geïst nicht umbenennen.
Im November 2011 gab Alboin auf der Homepage der Band den Ausstieg von Gründungsmitglied und Sänger Cypher D. Rex sowie den Ausstieg der beiden Gitarristen Larva B. Caneer und Hedrykk F. Gausenatt bekannt.
Seit April 2012 war die Band mit der Besetzung Alboin (Gesang, Bass), Abarus (Live-Gitarre), C:R:A (Live-Gitarre), S.atyrus S.ancti (Live-Synthesizer) und Marlek (Schlagzeug) aktiv. Das vierte Studioalbum Wetterkreuz wurde ebenfalls 2012 veröffentlicht; es ist das erste unter dem neuen Pseudonym Eïs.
Im Jahr 2015  erscheint dann das fünfte Album Bannstein. Thematisch dreht sich dieses um die verhängnisvolle Natur des Menschen und die Unmöglichkeit dem ihr innewohnenden Verderben zu entfliehen.
Zum ersten Mal in der Geschichte der Band wurden die verwendeten Sprachsamples eigens für dieses Album kreiert und vom Synchronsprecher Bert Stevens eingesprochen.
Nachdem das Album auf der Lex Talionis Tour auch live vorgestellt wurde, trennten sich Alboin und Abarus im Januar 2016 vom Rest der Band.
Ende 2016 traten Torrent (Drums) und Dante (Gitarre) der Band bei. Gemeinsam spielte die Band 2017 unter anderem auf dem Dark Troll und dem With Full Force Festival.

## Stil
Die Musik der Band orientiert sich vor allem am Black Metal, wozu jedoch auch Doom-Metal-Einflüsse, Bordun und Rock-lastige Riffs kommen. Auch ideologisch entfernt die Band sich vom traditionellen Black Metal, da sie sich nicht auf den Satanismus bezieht. Dennoch ordnen die Band und ihre Plattenfirma Eïs dem Black Metal zu; die Band ordnet sich außerdem auch dem Rock und Ambient zu.
Der Stil der Band gilt als eigenständig, Einen Winter auf See wurde allerdings mit Burzums Inn i slottet fra drømmen und der Einsatz des Keyboards mit dem auf den ersten beiden Dimmu-Borgir-Alben For all tid und Stormblåst verglichen.
Alboin schreibt die Texte „meist erst, nachdem das Album instrumental fertig ist“ und bezeichnet dies als „sehr schwere Geburt, weil ich mit Worten noch penibler bin als mit Noten und mich unglaublich schwer auf eine Formulierung final festlege. Es dauert oft ewig, bis ich mit einem Text zufrieden bin, weil für mich ein guter Text, das richtige Wort an der richtigen Stelle, die Wirkung von Musik oft noch potenziert. Das ist mitunter eine regelrechte Qual, mindestens aber eine schwere Geburt.“ Galeere hat einen starken maritimen Bezug, welcher durch die Texte und auch durch die Wahl der Liedtitel wie Galeere, Durch lichtlose Tiefen und Unter toten Kapitänen deutlich wird; letztgenanntes Lied enthält einen Monolog aus Moby-Dick. Das Album galt als glatt und wurde zwar von der Presse gelobt, aber vereinzelt auch als musikalisch wie textlich belanglos bezeichnet. Im Vergleich zu Galeere ist Wetterkreuz nicht „nur wieder etwas kantiger produziert, sondern geht auch in Sachen Riffing zurück zur einfachen, kompakten, dafür aber sehr wirkungsvollen Gitarrenarbeit, die nur zwischendurch und passagenweise durch einige an ‚Galeere‘ erinnernde Parts ergänzt wird“. Auf beiden Alben sind die Stücke „durch ambiente Parts verbunden“. Wiederkehrende Themen sind Aufbruch und Reisen. Gelegentlich zitiert die Band Friedrich Nietzsche, allerdings spielt dessen Werk für Alboin nach eigenen Angaben keine Rolle; die wenigen ihm bekannten Nietzsche-Texte trügen „aber eine sehr zurückgezogene, feindselige und enttäuschte Note, und das spricht mich einfach aufgrund der emotionalen Parallele an. Zudem ist Nietzsche ein Vertreter alter Werte, gleichzeitig aber ein absoluter Innovator gewesen, und das finde ich faszinierend.“

## Andere Projekte
Alboin spielte außerdem zusammen mit Marlek und Thalos bei Enid und mit Marlek bei Funeral Procession, bei denen der ehemalige Eïs-Sänger Cypher D. Rex jeweils ebenfalls Schlagzeug spielte (für Enid nur Live). Marlek spielt seit 2011 zusammen mit den Eïs-Live-Musikern C:R:A und S.atyrus S.ancti wieder für Funeral Procession. Er spielte außerdem für Zerstörer. Alboin spielte für Inarborat und unterstützt Agrypnie gelegentlich in puncto Gesang bei Konzerten. Cypher D. Rex spielte für Stench of Styx und zusammen mit dem ehemaligen Eïs-Gitarristen Renegade A. Rex für Armageddon. Er ist aktiv als Schlagzeuger für Fluoryne, bei denen auch der ehemalige Eïs-Keyboarder Faruk spielte, und für Lost World Order, eine Bielefelder Thrash-Metal-Band, in der er zusammen mit den ehemaligen Eïs-Gitarristen Gausenatt und Caneer spielt. Mit diesen beiden spielte er auch bei Spectre Dragon. Faruk spielte außerdem für Fester 2000, Gausenatt für Demon in a Manger und der ehemalige Eïs-Bassist Thalos für Ambassador of Anguish und Malicious Conspiration.
Abarus spielte ehemals in der Hannoveraner Metalband Out of Mind, ist seit 2016 zudem bei der Münsteraner Black-Metal-Band Ferndal aktiv.
Seit 2011 sind die ehemaligen Geïst-/Eïs-Musiker Cypher D. Rex (Gesang), Hedrykk und Zyan (beide Gitarre) unter dem Bandnamen Vyre aktiv. Anfangs gehörte auch Marlek zum Line-up. Er wurde nach seinem Ausstieg 2012 durch Android am Schlagzeug ersetzt. Ebenfalls seit 2012 ist der ehemalige Geïst-Keyboarder Faruk Mitglied von Vyre. Die erste Veröffentlichung The Initial Frontier Pt. 1 erschien 2013 bei Supreme Chaos Records. 2022 stieg Alboin bei Minas Morgul als Bassist ein.

## Bandmitglieder

Eïs live auf dem Metal Frenzy 2018 in Gardelegen
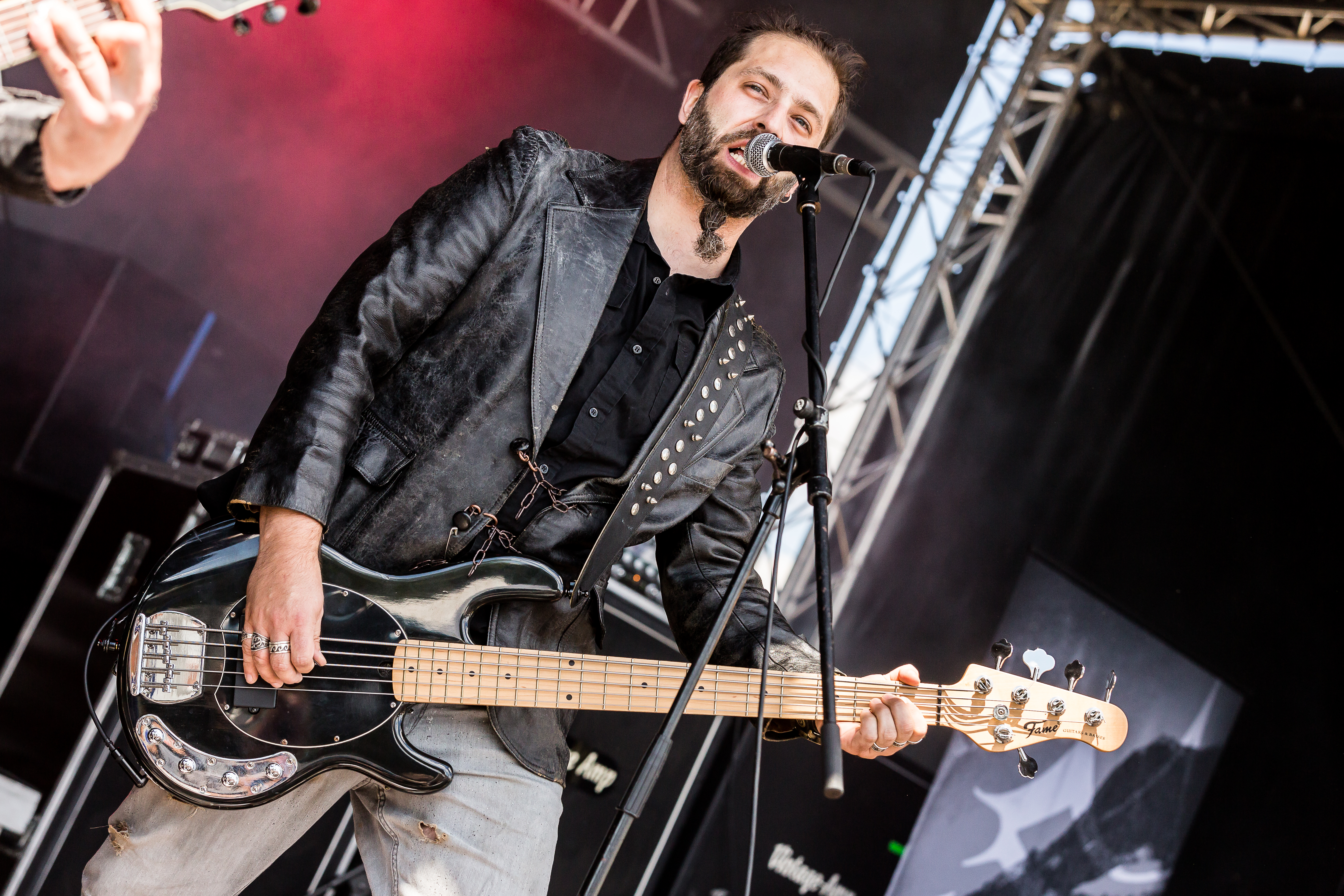
Sänger und Bassist Alboin
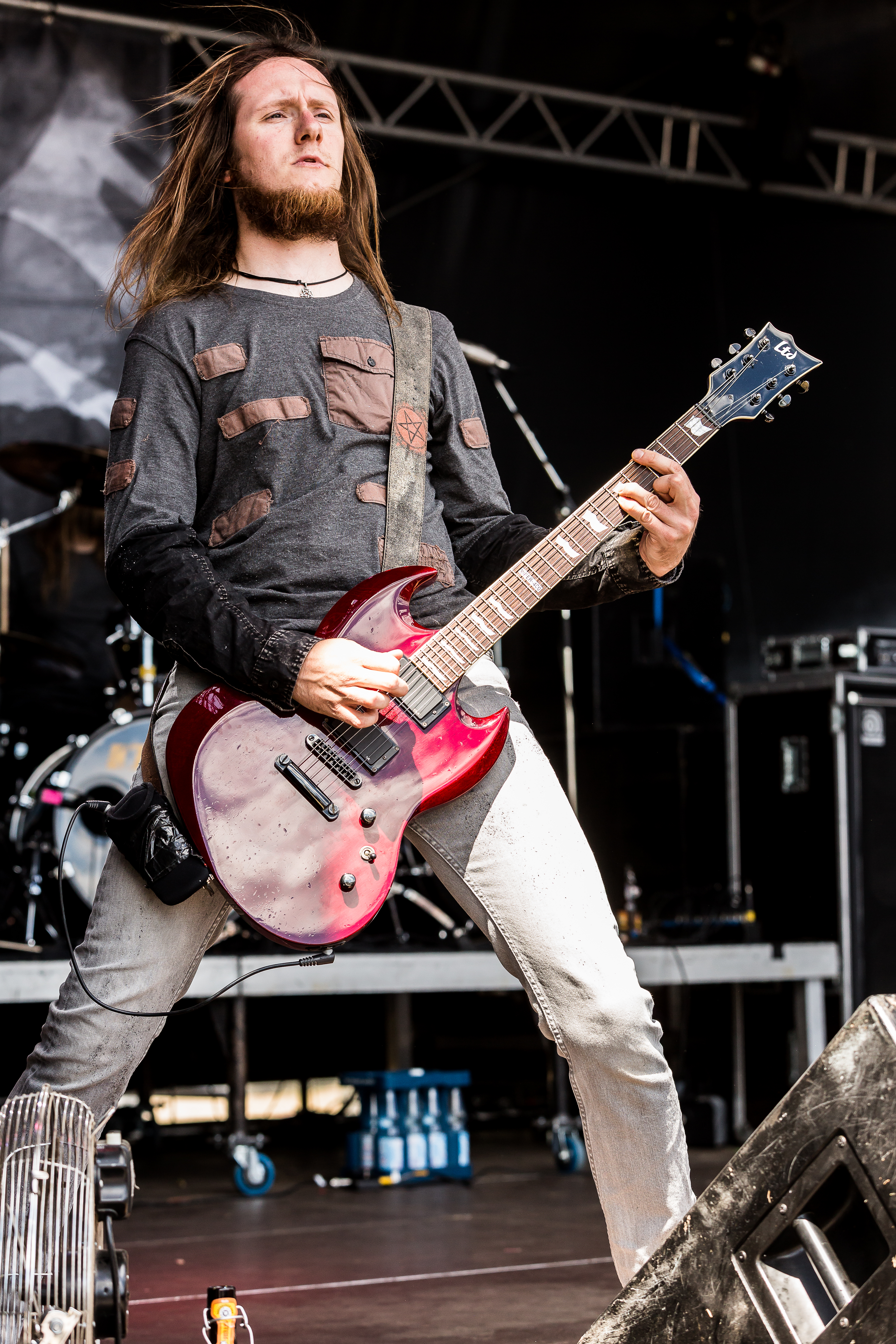
Lead-Gitarrist Abarus
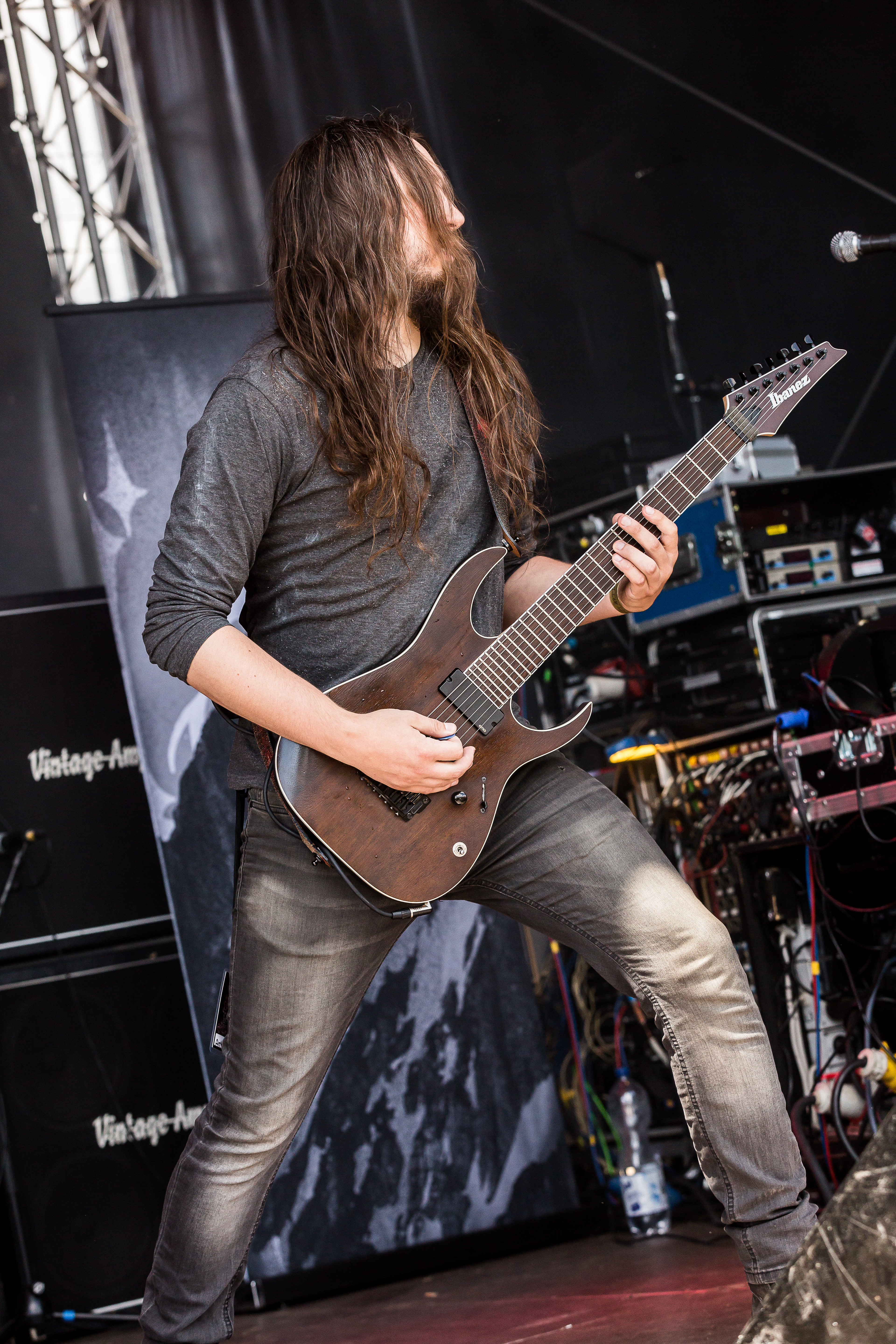
Rhythmus-Gitarrist Dante
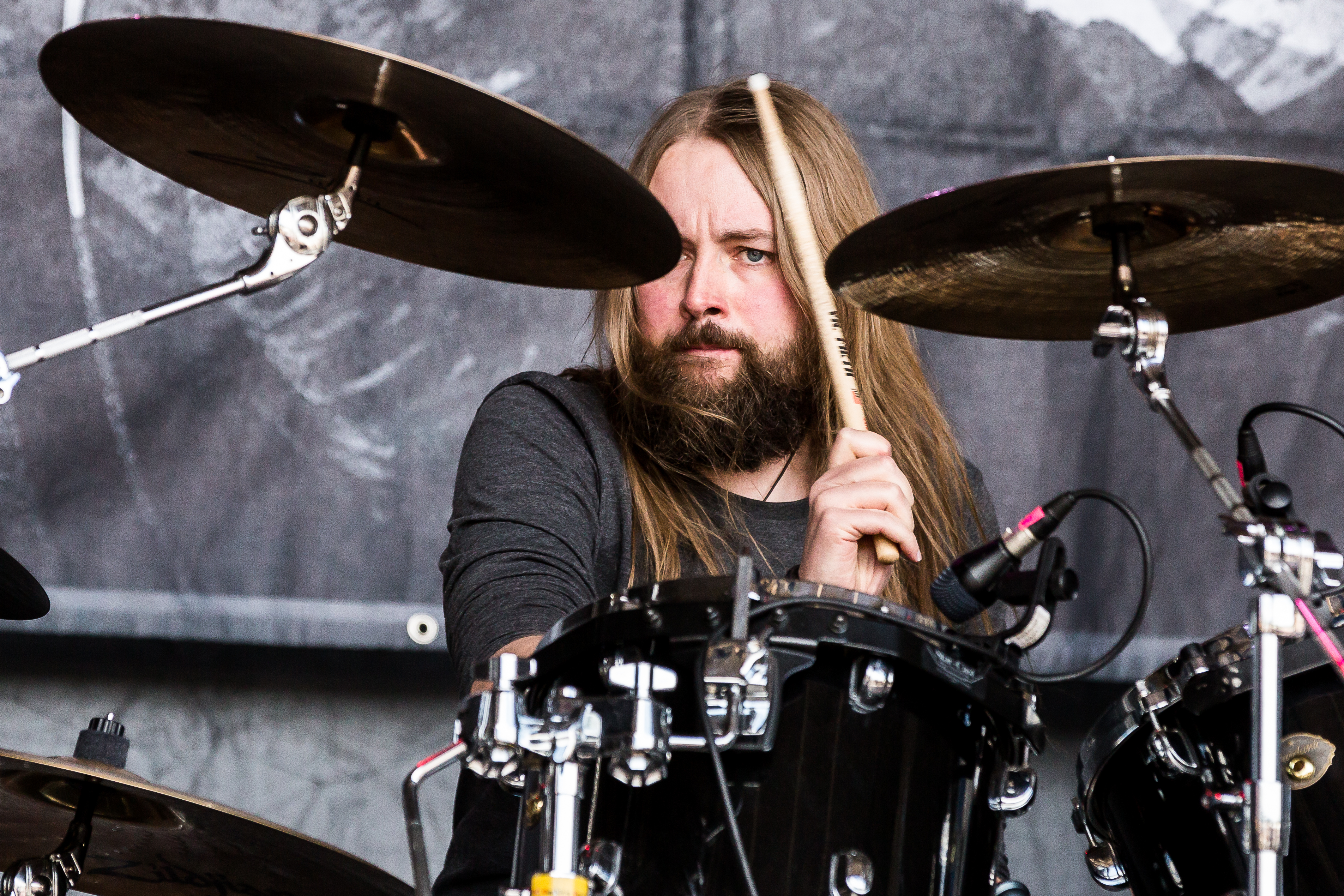
Schlagzeuger Torrent

## Diskografie
Studioalben
- 2005: Patina (CD/2xCD/LP; Solistitium Records) Erstveröffentlichung als Geïst, Wiederveröffentlichung inklusive Neuaufnahme 2011 als Eïs  via Lupus Lounge.
- 2006: Kainsmal (CD/2xCD/LP; Cold Dimensions) Erstveröffentlichung als Geïst, LP via Deviant Records; Wiederveröffentlichung 2011 als Eïs via Lupus Lounge.
- 2009: Galeere (CD; Lupus Lounge / Prophecy Productions) Erstveröffentlichung als Geïst, Neuauflage als Eïs 2010.
- 2012: Wetterkreuz (CD/2xCD/LP; Lupus Lounge / Prophecy Productions)
- 2015: Bannstein[16] (CD/2xCD/LP/MP3; Lupus Lounge / Prophecy Productions)

EPs
- 2009: In den Werften der Galeere (CD; Lupus Lounge / Prophecy Productions) als Geïst
- 2018: Stillstand und Heimkehr (CD; Lupus Lounge / Prophecy Productions)

Singles
- 2023: Ein Palimpsest von Patina (MP3, Eigenvertrieb)